# Eros de Centocelle

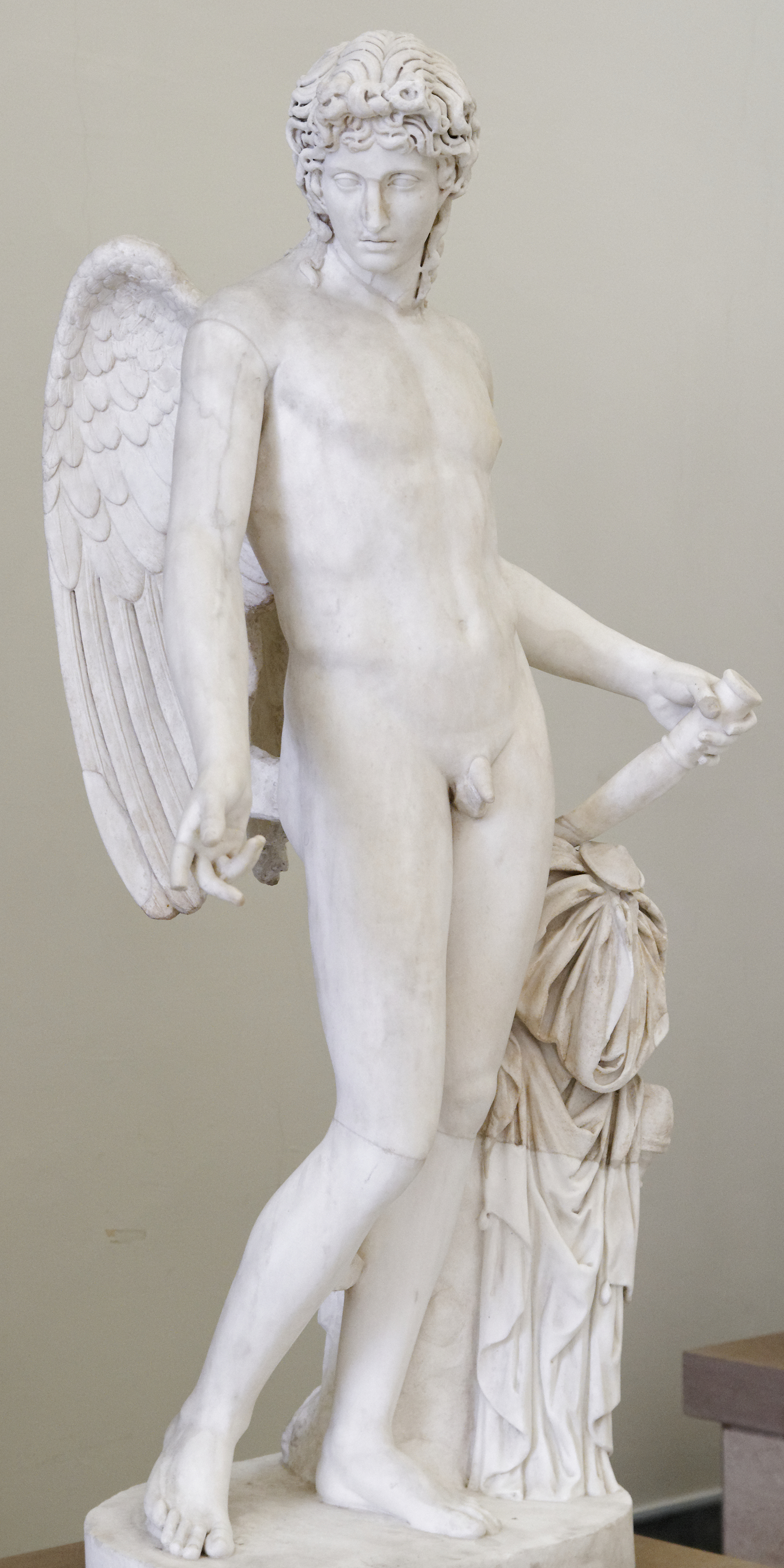
Eros Centocelle, dito "Eros Farnese", Cópia romana restaurada de Pompeia, Museu Arqueológico Nacional de Nápoles (inv. 6353)

O Eros de Centocelle, também conhecido como Amor de Praxiteles, é um tipo estatuário que representa o deus grego Eros conforme se encontra em diversas cópias romanas, de origem atribuída por acadêmicos ao escultor Praxiteles. Também foi considerado como sendo o Eros Téspio.

## Descoberta
A cópia homônima foi descoberta em 1772 por Gavin Hamilton na Via Labicana, não muito longe de Roma, em um lugar chamado Centocelle, do qual leva seu nome. O fragmento, bem preservado, representa o tronco e a cabeça de um adolescente de cabelos longos. Por outro lado, perdem-se os antebraços, as pernas e o pênis. Duas respigas nas omoplatas também indicam o desaparecimento das asas. Após sua descoberta, a estátua passou a fazer parte das coleções do Vaticano. Ela foi preparada para uma restauração: as fraturas dos braços e pernas foram retificadas para permitir que recebessem complementos; uma respiga foi feita na parte de trás do braço esquerdo para permitir o grampeamento de um braço moderno.
Em 1797, o Eros de Centocelle foi uma das obras de arte cedidas por Pio VI a Napoleão Bonaparte, como parte do Tratado de Tolentino. Foi exibido no Louvre em 1800 antes de retornar ao Museu Pio-Clementino no Vaticano. A descoberta de outros trabalhos semelhantes revela então que a estátua pertence a um tipo de estatuária do qual pelo menos 27 exemplares são conhecidos hoje incluindo vários de tamanho natural, reduções de meio-tamanho e estatuetas. Segundo Ajootian, Há 10 exemplares em grande escala desse tipo e pelo menos cinco estatuetas. Entre as mais bem preservadas, além da cópia do Vaticano, está a estátua em tamanho natural do Museu Arqueológico Nacional de Nápoles, conhecida como Eros Farnese, uma estátua de meio tamanho da coleção de Niárchos, provavelmente de Esmirna.

## Descrição

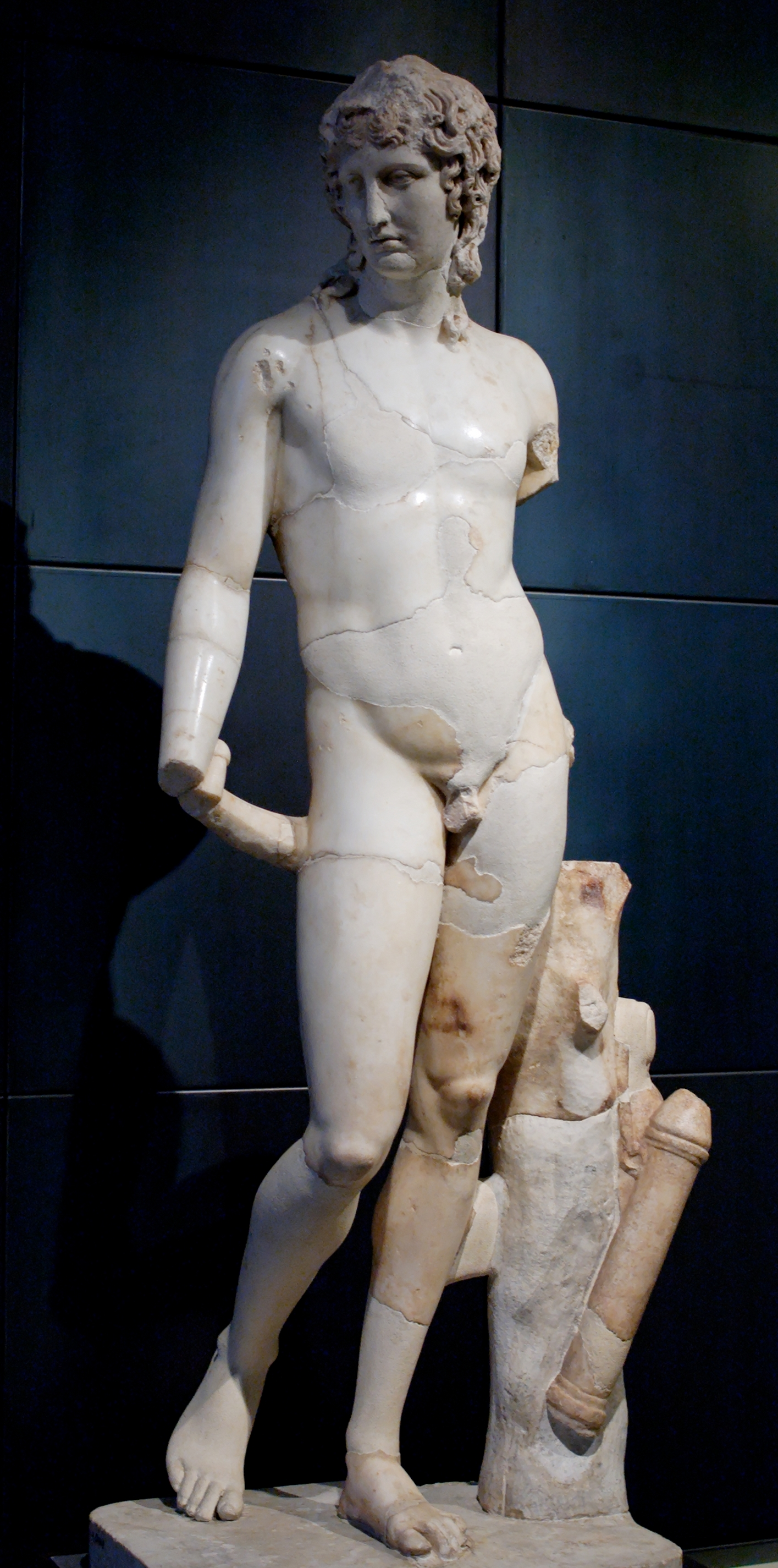
Eros do tipo de Centocelle, cópia romana dos jardins de Mecenas, Museus Capitolinos (MC 1092)

O tipo de Centocelle representa um jovem em pé e ondulante, o peso do corpo repousando sobre a perna esquerda e o pé da perna livre jogado para trás, o calcanhar levantado. A cabeça está ligeiramente virada para a direita. Usa cabelos compridos, cacheados no pescoço, repartidos ao meio e amarrados na frente com um nó de Hércules, típico da infância. A cópia do Vaticano tem duas respigas nas costas e duas superfícies articuladas que atestam a presença de asas. Segundo Martinez, nas outras estátuas, os fragmentos de um arco ou traços de corte sobre o suporte permitem reconstituir uma estátua de Eros segurando um arco na mão esquerda, uma flecha na mão direita e a aljava presa ao suporte.

## Atribuição
Ennio Quirino Visconti é o primeiro especialista a estudar a estátua. Ele primeiro atribui à mão de Praxiteles e reconhece nela o Eros de Párion citado por Plínio, o Velho (História Natural, XXXVI, 2) para este escultor. Então, mudando de ideia, Visconti vê ali Eros esculpido por Lísipo para a cidade de Téspias. Adolf Furtwängler mantém a atribuição a Praxiteles.

### Eros Téspio
Em Téspias na Beócia, Praxiteles havia criado uma estátua de Eros que ficou chamada Eros Téspio ou Eros de Téspias, então dedicada depois ao santuário pela hetaira Friné, a mais renomada filha da cidade. Ateneu (13.591 a) indica que o escultor fez uma inscrição na base:
“O escultor Praxiteles, estando apaixonado por Friné, ... na base de seu Eros abaixo do palco do teatro escreveu um epigrama:

'Praxiteles retratou perfeitamente aquele Amor que sofreu, tirando o modelo de seu próprio coração, dando-me a Friné em pagamento por mim mesmo. Mas eu dou à luz a paixão não mais atirando flechas, mas lançando olhares'"
O Eros Téspio teve enorme importância na cultura clássica tardia, que adotou a imagem de Eros como um adolescente triste e delicado. Antonio Corso considera que a obra mudou a mentalidade artística e geral da representação do amor, à medida que expressou o sofrimento do artista e uma concepção de amor platônico universal.
A estátua tornou-se muito popular e fez a cidade ser um centro de turismo artístico, como se deduz de um relato de Dicearco. Segundo Antípatro de Sídon:
"Você dirá, quando olhar para Cípris sobre o rochoso Cnido, que ela, embora de pedra, pode por em fogo uma pedra; mas, quando você vir o doce Amor em Téspias, dirá que ele não só colocará fogo em uma pedra, mas ao frio diamante"
Para Estrabão e Cícero, a estátua era a única razão de se ir até Téspias:
"Já em tempos anteriores, Téspias era bem conhecida por causa do Eros de Praxiteles, que foi esculpido por ele e dedicado por Glicera a cortesã (ela o recebera de presente do artista) aos téspios, por ser nativa do lugar. Agora, em tempos anteriores, os viajantes iam até Téspias, uma cidade que de outra forma não valia a pena ver, para ver o Eros"
"uma estátua de Cupido, em mármore, uma obra de Praxiteles; ... foi o mesmo artífice, como eu imagino, que fez aquele célebre Cupido da mesma figura que este que está em Téspias, por causa do qual as pessoas vão ver Téspias, pois não há outra razão para ir vê-la;"

Segundo Pausânias, o Eros Téspio fora destruído em uma conflagração depois que levada por Nero a Roma, o que fez com que fosse substituída por uma estátua em bronze de Eros por Lísipo; a seu tempo, ele relatou que viu também em Téspias uma cópia do mármore de Praxiteles feita por Menodoro, próximas às esculturas praxitelianas de Afrodite e Friné.
"Mais tarde, Lísipo fez um amor de bronze para os téspios e, anteriormente, Praxiteles, um de mármore pentélico. A história de Friné e o truque que ela pregou em Praxíteles, contei em outro lugar. O primeiro a remover a imagem do Amor, dizem, foi Caio, o imperador romano; Cláudio, dizem, mandou-a de volta para Téspias, mas Nero a carregou pela segunda vez. Em Roma, a imagem pereceu pelo fogo. ... O moderno Amor em Téspias foi feito pelo ateniense Menodoro, que copiou a obra de Praxiteles. Aqui também estão as estátuas feitas pelo próprio Praxiteles, uma de Afrodite e outra de Friné, ambas Friné e a deusa sendo de pedra."
Nesse local, havia também o culto de Eros mais famoso na Grécia Antiga, conforme relatado por Pausânias, celebrado com um festival atlético a cada 4 anos chamado Erotídia, segundo Ateneu. O Eros de Praxiteles era a atração artística mais bela no festival da Erotídia, e sua relação com Friné pode ter levado a conotações sobre as outras dimensões de Eros no culto.

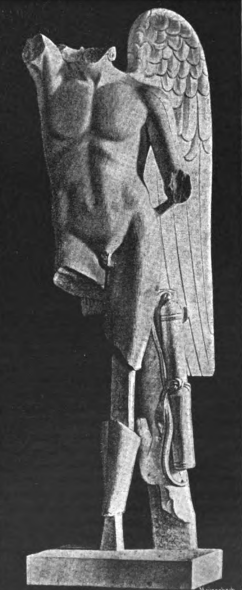
Eros tipo Farnese-Steinhäuser no Louvre, não deve ser confundido com o tipo Centocelle. Ele aparenta ter sido esculpido em uma fase inicial de Praxiteles, pois é mais analítico e tem traços menos suaves que o Sátiro Vertendo. O Eros de Centocelle posterior revela um estilo de maturidade do escultor, com repertório avançado, traços mais suaves e inovações estilísticas

Furtwängler correspondia o Eros Téspio como sendo o tipo Centocelle, e considerou que outro tipo, o Farnese-Steinhäuser (ou Palatino), era uma criação dos anos iniciais de Praxiteles, em estreita conexão ao Sátiro Vertendo o Vinho. Já M. Pfrommer associou o tipo Farnese-Palatino como sendo o Eros Téspio, com o argumento de que a descrição feita por Calístrato de um Eros de bronze em Mirina segurando um arco, atribuído a Praxiteles, corresponde à figura do Eros Palatino e é de data mais antiga, além de que esse motivo seria o mais próximo por conta de uma estatueta de bronze em uma alça de hídria do início do século III a.C., encontrada contendo Eros com a mesma pose.

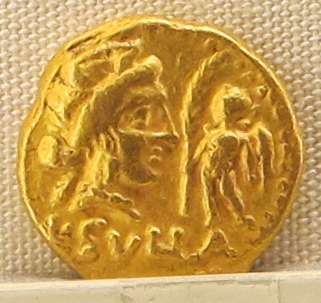
Moeda de Sula (83 a.C.), anverso mostrando a cabeça de Vênus e Cupido à direita, na mesma postura curvada do Eros de Centocelle, o provável Eros Téspio

Alguns poucos acadêmicos consideraram o tipo Centocelle como uma criação classicista tardia do período romano, como Furtwängler de início, que mudou de ideia posteriormente, e A. Ajootian. Rizzo negou que o tipo Centocelle fosse o Eros Téspio com base no epigrama de Praxiteles, que indicaria que a estátua original tinha expressão triste nos olhos, enquanto o Eros Centocelle não demonstra tristeza, e defendeu como tal o Eros Farnese-Steinhäuser. Antonio Corso, entretanto, argumenta que a expressão dos olhos não era vista na forma, mas na pintura que se perdeu. Além do mais, o Eros Palatino corresponde mais à descrição de Calístrato de um Eros Arqueiro e não concorda com as informações das fontes sobre o Eros Téspio, que estaria em atitude meditativa. Esse Eros na postura do tipo Centocelle já é visto em uma pintura de vaso grego do final do século IV a.C. Ele considera o Eros de Centocelle como sendo o verdadeiro Eros Téspio, apontando também evidência numismática de que o general Sula retratou a obra em moedas emitidas quando ele estava na Beócia.
Corso considera o Eros Téspio como sendo de tradição copista diferente daquela do Farnese-Steinhäuser, pois este último mostra Eros em ação, não em uma postura ereta meditativa conforme as descrições. O Eros Palatino faz parte de um conjunto que seguiu o motivo "Eros Arqueiro", enquanto o Eros Téspio possui uma pose com marcas da maestria praxiteliana, como a curva para dentro e formas em S.

Segundo Corso, "Praxiteles não criou este Eros para um patrono específico, mas para expressar sua própria condição de escravo de seu amor por Friné". Diversos epigramas na Antologia Grega indicam o estado psicológico de Praxiteles no momento da concepção da obra. Assim, o de Juliano, o Egípcio:
"Praxiteles, que curvou seu pescoço orgulhoso para que minhas sandálias lhe pisassem sobre, forjou-me com suas mãos cativas.
Pois, trabalhando-me, ele me deu aquele mesmo Amor que estava escondido dentro dele, a Friné, como uma oferta de amizade.

Mas ela novamente o trouxe para dar ao Amor; pois é lícito aos amantes trazerem o próprio Amor como um presente para o Amor"
Dois outros epigramas de Meleagro na Antologia também descrevem a situação:
"Em mármore pário Praxíteles, o escultor, fez uma imagem de Eros,
modelando o filho de Cípris.
Agora Eros, o mais belo dentre os deuses, representando-se
esculpiu Praxíteles, estátua vivente
para que um entre os mortais e o outro no céu, controle os encantos,
e que ditosos Desejos rejam com cetro sobre a terra como entre os imortais.
Fortunada a sagrada cidade dos Méropes, que nutriu

um filho divino, novo Eros, condutor de jovens."
"Praxíteles, antigo escultor, moldou uma imagem delicada,
muda e sem vida ao dar forma a uma pedra.
O Praxíteles de agora, mágico da vida,
modelou Eros, três vezes terrível, no meu coração.
Talvez ele possua o mesmo nome, mas tem feitos soberbos,
pois transformou não uma pedra, mas um ser pensante.
Propício, ele poderia modelar o meu interior para que depois disso

a minha alma fosse como templo de Eros."
Praxiteles considerou esse Eros a sua melhor obra, e um estratagema de Friné forçou-o a presenteá-la com a estátua, conforme relatam Pausânias (1.20.1-2) e Ateneu (13.591 b):
"Friné uma vez pediu a Praxiteles a mais bela de suas obras, e a história diz que como um amante ele concordou em dá-la, mas se recusou a dizer qual achava a mais bela. Então, um escravo de Friné apressou-se em dizer que havia um incêndio no estúdio de Praxiteles e que a maior parte de suas obras foi perdida, embora nem todas tenham sido destruídas. Praxiteles imediatamente começou a correr pela porta gritando que seu trabalho estava todo perdido se de fato as chamas atingiram seu Sátiro e seu Amor. Mas Friné pediu-lhe que ficasse e tivesse boa coragem, pois ele não sofrera nenhuma perda grave, mas fora pego na armadilha em confessar quais eram as mais belas de suas obras. Friné escolheu a estátua do Amor"
"Praxiteles deu a Friné a escolha de suas estátuas, para ver se ela desejava tomar seu Eros ou seu Sátiro, que fica na Rua dos Tripés. Ela escolheu o Eros e o pôs como uma oferenda votiva em Téspias"
A partir disso, Praxiteles não precisou mais pagar para fazer amor com Friné, o que ela acatou em aceitar pelo temor que ela tinha da vingança do deus. Conforme Gemino na Antologia Grega:
"Praxiteles, em retorno ao amor, deu-me, Amor, um deus para a mortal Friné, criando ao mesmo tempo um galardão e um deus.
Mas ela não repeliu o artista, pois em sua mente ela temia que o deus pegasse seu arco para lutar pela arte do escultor.

Ela não teme mais o filho de Cípris, mas sua prole, Praxiteles, sabendo que a Arte é sua mãe"
"Friné dedicou aos téspios o amor alado belamente esculpido, o preço de seus favores.
O trabalho é um presente de Cípris, um presente para a inveja, com o qual nenhuma falha pode ser encontrada, e o amor foi um pagamento adequado para ambos.

Louvo as duas formas de arte—o homem que, dando um deus aos outros, tinha um deus mais perfeito em sua alma"
Segundo Plutarco, as autoridades de Téspias oficializaram Friné como "compartilhando das honras do templo e santuário de Eros", e ela se tornou parte do conjunto que havia com as duas estátuas de Praxiteles na cidade, o Eros Téspio e a Afrodite de Téspias, modelada à sua semelhança. A tríade, constituída da estátua de Eros à esquerda, o retrato de Friné ao centro, e Afrodite à direita, é referida por Pausânias e Alcífron.

## Na cultura

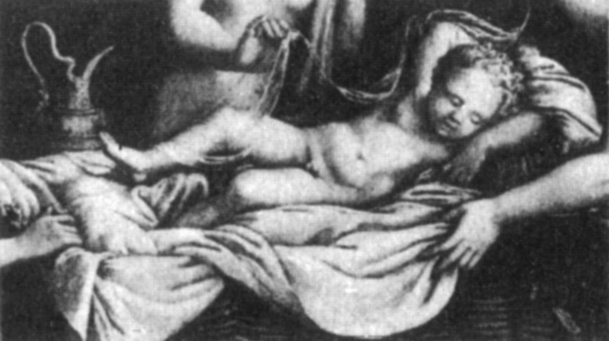
O Cupido dormindo, feito por Michelangelo aos 21 anos, foi comprado por Isabella e entregue em 1502 junto de dois sonetos por Antonio Tebaldeo que incorporaram o cenário de Friné e Praxiteles, difundido pela Antologia Palatina. A escultura foi perdida, na foto Júpiter de Giulio Romano, que se inspirou no Cupido

A tradição da "Estátua Dormindo" na Renascença se originou quando Isabella D'Este comprou um Eros que foi atribuído a Praxiteles.
É feita referência no "Amour de Praxitèle" citado no romance de Anatole France, Os Deuses estão Sedentos, para descrever a beleza de um jovem soldado.